# 11998 Fermilab
11998 Fermilab è un asteroide della fascia principale. Scoperto nel 1996, presenta un'orbita caratterizzata da un semiasse maggiore pari a 3,0680711 UA e da un'eccentricità di 0,2442734, inclinata di 4,24268° rispetto all'eclittica.